# Seznam bývalých měst v Česku
Bývalá města na dnešním území České republiky.

## Bývalá města, která jsou obcemi
Rozlišování sídel na vsi, města a městečka existuje od 13. století, od 16. století se městečkům říkalo městyse. Po roce 1918 tyto tituly udělovala vláda. Roku 1762 bylo při sčítání v českých zemích zjištěno 347 měst a 465 městysů, 31. října 1857 již 470 měst a 420 městysů, k 29. září 1938 celkem 524 měst a 535 městysů.
Dosavadní tituly měst a městysů se po roce 1948 přestaly používat, jejich zánik je spojován s účinností zákona číslo 13/1954 Sb., o národních výborech, a s reformou národních výborů od 17. května 1954, ač ani ten je výslovně neruší ani nezakazuje, ale fakticky zanikly obce jako samosprávné a samostatné právnické osoby a národní výbory byly již jen orgány státní správy. Na základě § 22 odst. 2 tohoto zákona se městské národní výbory zřizovaly pouze v sídlech krajských národních výborů. Později byly městské národní výbory zřízeny i v dalších městech.
Podle poslance Vávry označení město nebo městys nebylo žádným právním předpisem odňato, jen toto označení reálně vymizelo s novým společenským řádem zavedeným v Československu po druhé světové válce.
Ústavní zákon Federálního shromáždění č. 294/1990 Sb. zkrátil volební období národních výborů a do sedmé hlavy ústavy vnesl název „Místní samospráva“. Následně schválené zákony České národní rady o obcích, o hlavním městě Praze a o volbách do zastupitelstev obcí k 24. listopadu 1990 fakticky obnovily samosprávné obce, opomněly však obnovit tituly město a městys podle právního stavu existujícího před 17. květnem 1954. Za města považovaly ty obce, ve kterých byl do té doby městský národní výbor.
Možnost obnovit status bývalých měst a městysů nebyla v roce 2005 součástí vládního návrhu novely zákona. Tuto úpravu předložil v rámci svého bloku pozměňovacích návrhů poslanec Eduard Vávra (ODS), přičemž většina z přítomných poslanců návrh schválila a hlasy pro i proti byly napříč stranami. Návrh předtím zazněl v roce 2005 na IX. sněmu Svazu měst a obcí ČR, tento svaz byl iniciátorem návrhu.
Obcím v Česku, které před 17. květnem 1954 byly městy, musí (nebo musel být) status města podle § 3 odst. 3 Zákona o obcích (128/2000 Sb.) ve znění zákona č. 234/2006 Sb., účinném od 1. července 2006, vrácen (víceméně potvrzen), pokud o to požádají (nebo požádaly) předsedu Poslanecké sněmovny. Zákon nestanoví žádný maximální termín pro uplatnění této žádosti. Zákon obsahuje formulaci: „Obec, která byla městem přede dnem 17. května 1954, je městem, pokud o to požádá předsedu Poslanecké sněmovny. Předseda Poslanecké sněmovny tak na žádost obce stanoví a zároveň určí den, kdy se obec stává městem.“ (§ 3 odst. 3 zákona o obcích)
Zákon o obcích se nevztahuje na bývalá města, která se stala součástí hlavního města Prahy. Ustanovení o navrácení bývalého statusu také nelze uplatnit u bývalých měst, která dnes nejsou samostatnou obcí, ledaže by se nejprve zákonným způsobem odtrhly.
Podle § 3 odst. 1 téhož zákona ve znění účinném od 1. července 2006 může předseda Poslanecké sněmovny na návrh obce a po vyjádření vlády povýšit na město i jinou obec, která má alespoň 3 000 obyvatel. Z historických měst, která o status města přišla, nesplňuje tento limit žádné – alespoň 2 000 obyvatel z nich měly k 1. lednu 2005 obce Libušín (2577), Luže (2570), Kryry (2429), Neveklov (2377) a Jistebnice (2003).
S titulem města nebo městyse nejsou dnes spojena žádná speciální práva a povinnosti, ani v působnosti samosprávy, ani v přenesené působnosti státní správy. Dnes jde pouze o otázku prestiže obce a sounáležitosti jejích občanů. Rozlišení práv je dnes dáno zařazením mezi obce s pověřeným obecním úřadem, obce s rozšířenou působností, statutární města a hlavní město.
Seznam obsahuje dnešní obce, které v roce 1954 byly městy a kterým tedy podle novely č. 234/2006 Sb. vznikl nárok na obnovení statusu města. Tučně jsou zvýrazněny obce, jimž dosud status města nebyl obnoven.

### Středočeský kraj
- Miličín, okres Benešov, status obnoven od 28. ledna 2022
- Neveklov, okres Benešov, status obnoven od 10. října 2006
- Pyšely, okres Benešov, status obnoven od 30. ledna 2007
- Trhový Štěpánov, okres Benešov, status obnoven od 12. dubna 2007
- Libušín, okres Kladno, status obnoven od 10. října 2006
- Stříbrná Skalice, dříve okres Kolín, nyní okres Praha-východ
- Liběchov, okres Mělník,[8] status obnoven od 23. ledna 2007
- Rožďalovice, okres Nymburk, status obnoven od 23. ledna 2009[9]
- Krásná Hora nad Vltavou, okres Příbram, status obnoven od 29. února 2012[10]
- Jesenice, okres Rakovník, status obnoven od 11. března 2008[11]
- Dolní Kralovice, původní městečko zbouráno z důvodu výstavby vodní nádrže Švihov v letech 1968–1975, nové sídlo s týmž názvem vzniklo výše. Bývalo zmiňováno, že obec bývala městečkem, někdy však byla zmiňována i jako město. Obec o obnovení statusu zájem má, ale nepodařilo se nárok doložit.

### Jihočeský kraj
- Benešov nad Černou, okres Český Krumlov
- Rožmberk nad Vltavou, okres Český Krumlov, status obnoven od 10. října 2006
- Deštná, okres Jindřichův Hradec, status obnoven od 10. října 2006
- Stráž nad Nežárkou, okres Jindřichův Hradec, status obnoven od 10. října 2006
- Strmilov, okres Jindřichův Hradec, status obnoven od 10. října 2006
- Husinec, okres Prachatice, status obnoven od 12. dubna 2007
- Vlachovo Březí, okres Prachatice, status obnoven od 10. října 2006
- Bělčice, okres Strakonice, status obnoven od 11. února 2015
- Sedlice, okres Strakonice, status obnoven od 10. října 2006
- Jistebnice, okres Tábor, status obnoven od 17. října 2011
- Adamov (u Českých Budějovic), status města historicky nejasný

### Plzeňský kraj
- Hostouň, okres Domažlice, status obnoven od 10. října 2006
- Nalžovské Hory, okres Klatovy, status obnoven od 24. září 2008[12]
- Rejštejn, okres Klatovy, status obnoven od 23. října 2007
- Strážov, okres Klatovy, status obnoven od 23. ledna 2007
- Rabí, okres Klatovy, status obnoven od 1. dubna 2010[13]
- Kasejovice, okres Plzeň-jih, status obnoven od 1. prosince 2006
- Úterý, okres Plzeň-sever, status obnoven od 23. ledna 2007
- Všeruby, okres Plzeň-sever, status obnoven od 29. února 2012[10]
- Žihle, okres Plzeň-sever
- Bezdružice, okres Tachov, status obnoven od 10. října 2006
- Černošín, okres Tachov, status obnoven od 1. prosince 2006
- Kladruby, okres Tachov, status obnoven od 12. dubna 2007
- Lestkov, okres Tachov

### Karlovarský kraj
- Dolní Žandov, okres Cheb
- Mnichov, okres Cheb
- Prameny, okres Cheb
- Abertamy, okres Karlovy Vary, status obnoven od 22. června 2007
- Bochov, okres Karlovy Vary, status obnoven od 10. října 2006
- Boží Dar, okres Karlovy Vary, status obnoven od 10. října 2006
- Horní Blatná, okres Karlovy Vary, status obnoven od 23. ledna 2007
- Hroznětín, okres Karlovy Vary, status obnoven od 23. ledna 2007
- Chyše, okres Karlovy Vary, status obnoven od 22. června 2007
- Krásné Údolí, okres Karlovy Vary, status obnoven od 29. února 2012[10]
- Pernink, okres Karlovy Vary
- Jindřichovice, okres Sokolov
- Krajková, okres Sokolov
- Krásno, okres Sokolov, status obnoven od 12. dubna 2007
- Oloví, okres Sokolov, status obnoven od 23. ledna 2007
- Přebuz, okres Sokolov, status obnoven od 22. června 2007

### Ústecký kraj
- Chřibská, okres Děčín, status obnoven od 10. října 2006
- Jiřetín pod Jedlovou, okres Děčín
- Verneřice, okres Děčín, status obnoven od 10. října 2006
- Březno, okres Chomutov
- Hora Svatého Šebestiána, okres Chomutov
- Loučná pod Klínovcem, okres Chomutov, status obnoven od 10. října 2006
- Mašťov, okres Chomutov, status obnoven od 23. října 2007
- Měděnec, okres Chomutov
- Radonice, okres Chomutov
- Údlice, okres Chomutov
- Vilémov, okres Chomutov
- Výsluní, okres Chomutov, status obnoven od 23. ledna 2007
- Hoštka, okres Litoměřice, status obnoven od 10. října 2006
- Blšany, okres Louny, status obnoven od 1. prosince 2006
- Kryry, okres Louny, status obnoven od 23. ledna 2007
- Vroutek, okres Louny, status obnoven od 23. ledna 2007
- Hora Svaté Kateřiny, okres Most, status obnoven od 11. března 2008[11]
- Horní Jiřetín, okres Most, status obnoven od 10. října 2006
- Ledvice, okres Teplice, status obnoven od 1. prosince 2006
- Mikulov, okres Teplice

### Liberecký kraj
- Kravaře, okres Česká Lípa
- Ralsko, okres Česká Lípa, status obnoven od 1. prosince 2006
- Janov nad Nisou, okres Jablonec nad Nisou
- Lučany nad Nisou, okres Jablonec nad Nisou, status obnoven od 10. října 2006
- Osečná, okres Liberec, status obnoven od 10. října 2006

### Královéhradecký kraj
- Smidary, okres Hradec Králové
- Miletín, okres Jičín, status obnoven od 10. října 2006
- Vysoké Veselí, okres Jičín, status obnoven od 22. června 2007
- Železnice, okres Jičín, status obnoven od 23. ledna 2007
- Stárkov, okres Náchod, status obnoven od 23. ledna 2007
- Pilníkov, okres Trutnov, status obnoven od 12. dubna 2007

### Pardubický kraj
- Hrochův Týnec, okres Chrudim, status obnoven od 19. dubna 2011
- Proseč, okres Chrudim, status obnoven od 17. března 2011
- Seč, okres Chrudim, status obnoven od 12. dubna 2007
- Luže, okres Chrudim, status obnoven od 23. ledna 2007
- Nasavrky, okres Chrudim, status obnoven od 24. září 2008[12]
- Horní Jelení, okres Pardubice, status obnoven od 10. října 2006

### Vysočina
- Lipnice nad Sázavou, okres Havlíčkův Brod, status obnoven od 10. září 2019
- Červená Řečice, okres Pelhřimov, status obnoven od 12. dubna 2007
- Hořepník, okres Pelhřimov

### Jihomoravský kraj
- Jevišovice, okres Znojmo, status obnoven od 23. ledna 2007

### Olomoucký kraj
- Vidnava, okres Jeseník, status obnoven od 10. října 2006
- Žulová, okres Jeseník, status obnoven od 10. října 2006
- Domašov nad Bystřicí, okres Olomouc
- Město Libavá, okres Olomouc, obec obnovena k 1. lednu 2016 vyčleněním z vojenského újezdu Libavá
- Potštát, okres Přerov, status obnoven od 10. října 2006
- Branná, okres Šumperk

### Moravskoslezský kraj
- Andělská Hora, okres Bruntál, status obnoven od 23. dubna 2008
- Dvorce, okres Bruntál
- Horní Město, okres Bruntál
- Janov, okres Bruntál, status obnoven od 23. ledna 2007
- Osoblaha, okres Bruntál
- Ryžoviště, okres Bruntál

## Sloučená a připojená města
Bývalá města v Česku, která dnes jsou součástí jiného města. Seznam není kompletní.

### Města sloučená do Prahy
12. února 1784 byla spojena v Královské hlavní město Prahu tato města:
- Staré Město (Staré město pražské)
- Nové Město (Nové město pražské)
- Malá Strana (Menší město pražské)
- Hradčany

### Města připojená k Praze
- Židovské město, roku 1850 připojeno jako Josefov k Praze
- Vyšehrad, roku 1883 připojen k Praze
- Libeň, roku 1901 připojena k Praze
- Karlín, Vysočany, Břevnov, Bubeneč, Košíře, Smíchov, Nusle, Vršovice, Královské Vinohrady, Žižkov, od 1. ledna 1922 připojeny do tzv. Velké Prahy.
- Modřany, připojeny 1. ledna 1968
- Horní Počernice, Radotín, Uhříněves, Zbraslav připojeny 1. července 1974

### Jiná připojená města
- Nový Bohumín, městem od roku 1924, nyní součást města Bohumín
- Husovice, městem od roku 1912, nyní součást města Brno
- Královo Pole, městem od roku 1905, nyní součást města Brno
- Boletice nad Labem, městem od roku 1964, nyní součást města Děčín
- Podmokly, městem od roku 1901, nyní součást města Děčín
- Dolní Jiřetín, městem od roku 1862, nyní zaniklý, území součást města Horní Jiřetín
- Kukleny, městem od roku 1930, nyní součást města Hradec Králové
- Pražské Předměstí, městem od roku 1924, nyní součást města Hradec Králové
- Drahotuše, městem od roku 1408, nyní součást města Hranice
- Michalovy Hory, městem od roku 1660, nyní součást městysu Chodová Planá
- Josefov, městem od roku 1791, nyní součást města Jaroměř
- Rybáře, městem od roku 1897, nyní součást města Karlovy Vary
- Stará Role, městem od roku 1926, nyní součást města Karlovy Vary
- Fryštát, městem od roku 1327, nyní součást města Karviná
- Kročehlavy, na město povýšeny roku 1931, nyní součástí města Kladno
- Švermov, na město povýšen roku 1968, nyní součást města Kladno
- Přísečnice, městem od roku 1546, nyní zaniklé, území spadá do obce Kryštofovy Hamry
- Kaňk, na město povýšen roku 1621, nyní součást města Kutná Hora
- Horní Růžodol, městem od roku 1925, nyní součást města Liberec
- Rochlice, městem od roku 1908, nyní součást města Liberec
- Vratislavice nad Nisou, městem od roku 1960, nyní součást města Liberec
- Kralupy u Chomutova, městem od roku 1548, nyní zaniklé, území spadá do obce Málkov
- Rabštejn nad Střelou, městem od roku 1337, nyní součást města Manětín
- Ervěnice, městem od roku 1515, nyní zaniklé, území součást města Most
- Kopisty, městem od roku 1911, nyní zaniklé, území součást města Most
- Stříbrné Hory, městem od roku 1853, nyní součást města Nalžovské Hory
- Hůrky, na město povýšeny 1637, nyní součást města Nové Bystřice
- Hodolany, městem od roku 1913, nyní součást města Olomouc
- Nová Ulice, městem od roku 1906, nyní součást města Olomouc
- Kateřinky, městem od roku 1932, nyní součást města Opava
- Mariánské Hory, městem od roku 1907, nyní součást města Ostrava
- Přívoz, městem od roku 1900, nyní součást města Ostrava
- Slezská Ostrava, městem od roku 1920, nyní součást města Ostrava
- Svinov, městem od roku 1936, nyní součást města Ostrava
- Vítkovice, městem od roku 1908, nyní součást města Ostrava
- Buškovice, městem od roku 1535, nyní součást města Podbořany
- Březové Hory, na město povýšeny roku 1896, nyní součást města Příbram
- Kuřívody, městem od roku 1279, nyní součást města Ralsko
- Čistá, na město povýšena roku 1551, nyní zaniklá, území spadá do obce Rovná
- Nové Strakonice, na město povýšeny roku 1869, nyní součást města Strakonice
- Šumburk, městem od roku 1925, od roku 1942 součást města Tanvald
- Šanov, městem od roku 1884, nyní součást města Teplice
- Trnovany, městem od roku 1910, nyní součást města Teplice
- Neštěmice, městem od roku 1970, od roku 1986 součást města Ústí nad Labem
- Střekov, městem od roku 1935, nyní součást města Ústí nad Labem
- Hory Matky Boží, městem od roku 1522, nyní součást obce Velhartice
- Mezimostí nad Nežárkou, na město povýšeno roku 1909, nyní součást města Veselí nad Lužnicí

### Jiná sloučená města
Seznam zdaleka není úplný.
- Frýdek, 1. ledna 1943 sloučen s Místkem do Frýdku-Místku
- Místek, 1. ledna 1943 sloučen s Frýdkem do Frýdku-Místku
- Brandýs nad Labem, roku 1960 sloučen do města Brandýs nad Labem-Stará Boleslav
- Stará Boleslav, roku 1960 sloučena do města Brandýs nad Labem-Stará Boleslav
- Sedlec, roku 1958 sloučena s městysem Prčice do města Sedlec-Prčice

### Zaniklá sídla
- Přísečnice – zaniklo kvůli výstavbě přehradní nádrže Přísečnice v sedmdesátých letech 20. století, dnes území obce Kryštofovy Hamry, vlastní katastrální území zachováno
- Zahrádka – zaniklo kvůli výstavbě vodní nádrže Švihov v sedmdesátých letech 20. století, dnes území obce Horní Paseka
- Dolní Kralovice, původní městečko zbouráno z důvodu výstavby vodní nádrže Švihov v letech 1968–1975, nové sídlo s týmž názvem vzniklo výše, v těsném sousedství Vraždových Lhotic. Bývalo zmiňováno, že obec bývala městečkem, někdy však byla zmiňována i jako město. Obec o obnovení statusu zájem má, ale nepodařilo se nárok doložit.

## Bývalá města, která nejsou obcí ani součástí obce
- Doupov – po připojení k vojenskému výcvikovému prostoru (dnešní vojenský újezd Hradiště) zničen a srovnán se zemí